# Gary Frank (Comiczeichner)

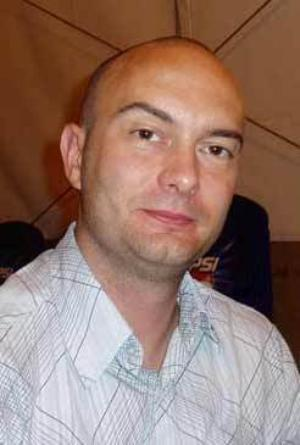
Gary Frank 2008

Gary Frank (* 1969) ist ein britischer Comiczeichner.

## Leben und Arbeit
Frank, der aus Großbritannien stammt, begann zu Beginn der 1990er Jahre als hauptberuflicher Comiczeichner zu arbeiten. Dabei konzentrierte er sich schon früh darauf Engagements für führende US-amerikanische Verlage wahrzunehmen. So zeichnete er in den 1990er Jahren für die Verlage DC Comics, Marvel Comics, Top Cow und Image.
Während Frank für Marvel anfänglich One-Shots wie das Sabre Tooth Special #1, X-Men Supreme und das X-Men Annual von 1995 zeichnete, gestaltete er für DC den von Mike W. Barr verfassten graphischen Roman Batman: Dark Knight Dynasty (1997), Chuck Dixons One-Shot Black Canary/Oracle: Birds of Prey #1 (1996) und das Special The Flash: Tangent #1 (1997). Hinzu kamen Arbeiten als Gastzeichner für fortlaufende Serien wie JLA (#15) und Doctor Srange, Sorcerer Supreme (#82, 83). Ein besonders häufiger künstlerischer Partner von Frank in dieser Zeit war der US-amerikanische Autor Peter David für den Frank Geschichten für solche Serien wie The Incredible Hulk (#403–418, 420–423, 425) und Supergirl (#1–9) ins Bild setzte. 
Für den Wildstorm-Verlag zeichnete Frank einige Ausgaben der Serie Gen13 (#25–32) während er für Top Cow an der Serie Midnight Nation (#1–12) mitwirkte.
In Eigenregie schuf Frank die von Top Cow herausgegebene Serie Kin, die er nicht nur zeichnete, sondern auch selbst schrieb und an der er auch die Rechte hält. Ein weiterer häufiger Partner Franks war der Tuscher Cam Smith der Franks Zeichnungen an Serien wie Hulk, Supergirl und Gen13 überarbeitete.
In jüngerer Vergangenheit übernahm Frank diverse Engagements für Marvel-Serien wie Motormouth (#1–4, 6), Supreme Power (#1–18), Squadron Supreme (#1–5, 7), den Marvel-One-Shot Saga of Squadron Supreme #1 (2006), während er für DC nur ausnahmsweise arbeitete, so als Zeichner des von Stan Lee verfassten Specials Just Imagine Stan Lee With Gary Frank Creatin Shazam (2002) und des Wonder Woman Annuals #1 (2007).
2007 übernahm Frank als Partner der Autoren Richard Donner und Geoff Johns den Zeichnerjob für die traditionsreiche Serie Action Comics, die die Abenteuer des berühmten Urvaters aller Superhelden, Superman, zum Inhalt hat und die Frank mit der Nummer #858 zu zeichnen begann.